# Col de Lys
Der Col de Lys ist ein 1779 m ü. M. hoher Pass in den Freiburger Voralpen im Schweizer Kanton Freiburg.
Er ist zu unterscheiden vom 4151 m hohen Lysjoch oder Lisjoch (französisch Col du Lys) zwischen dem Mattertal im Kanton Wallis und dem italienischen Lystal.

## Lage
Der Pass quert den steilen Grat zwischen Dent de Lys (2014 m) und Folliu Borna (1848 m). Er liegt zwischen den Tälern der Veveyse, die in den Genfersee fliesst, und des Hongrin, einem Nebenfluss der Saane. Der über den Pass führende Saumpfad verbindet das zu Châtel-Saint-Denis gehörende Les Paccots im Westen mit der zu Montbovon gehörenden Siedlung Les Sciernes-d'Albeuve.
Vom Pass Richtung Nordosten zieht sich ein Grat über den Nebengipfel Lys Derrey (1864 m, auch Mys Derrey) zur Dent de Lys, auf dem der Normalweg zu diesem Gipfel verläuft. Richtung Süden steigt der Grat wenige Meter an und fällt dann auf gut 1700 m ab. Anschliessend folgen die Berge Folliu Borna (1848 m) und Vanil des Artses (1992 m).
Richtung Westen führt ein Rücken, auf dem der Bergwanderweg von Les Paccots verläuft. Nördlich dieses Rückens entspringt kurz unterhalb des Passes die Veveyse de Châtel, südlich des Rückens ein Wildbach, der in die Veveyse de Fégire mündet. Beide bilden später zusammen die Veveyse. Richtung Südosten führt ein Bergwanderweg ins Tal des Flon, der bei Montbovon in den Hongrin mündet. Damit liegt der Pass auf der Europäischen Wasserscheide zwischen den Einzugsgebieten des Rheins (an der Saane) und der Rhone.
Im Bereich des Passes bildet der Grat die westliche Grenze des Parc naturel régional Gruyère Pays-d’Enhaut, eines Parks von nationaler Bedeutung.

## Name

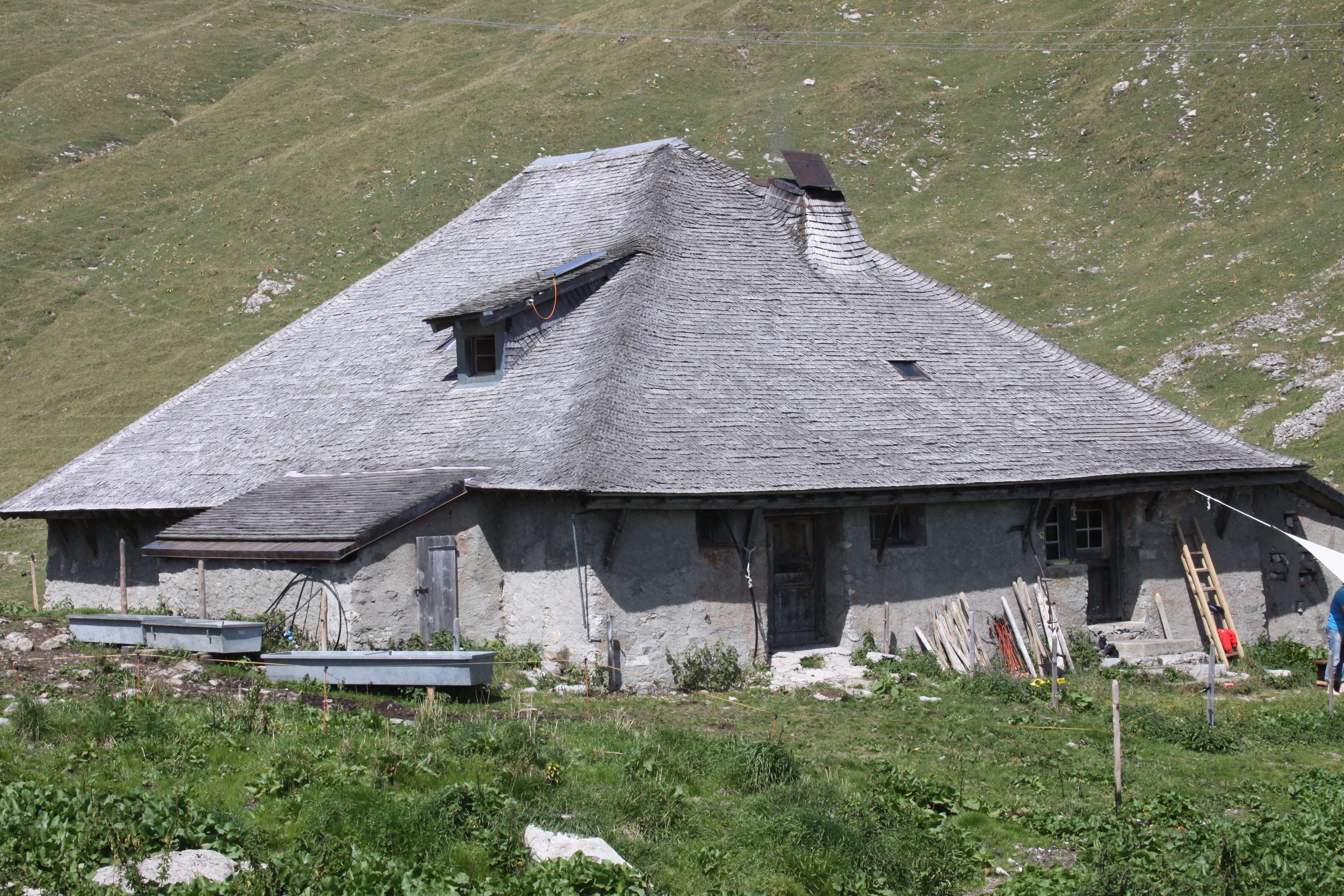
Alphütte En Lys

Die Bezeichnung Lys stammt von einem östlich des Passes gelegenen kleinen See (mundartlich li = See). Dieser unterirdisch abfliessende See wird von einer Quelle gespeist, deren Wasserführung stark schwankt, so dass er im Sommer oft beinahe trocken liegt. Dort befindet sich die in der Liste der Kulturgüter von nationaler Bedeutung im Kanton Freiburg aufgeführte Alphütte von En Lys.